# Aptandra liriosmoides
Aptandra liriosmoides là một loài thực vật có hoa trong họ Olacaceae. Loài này được Spruce ex Miers mô tả khoa học đầu tiên năm 1859.